# Carlo Stefano Anastasio Ciceri

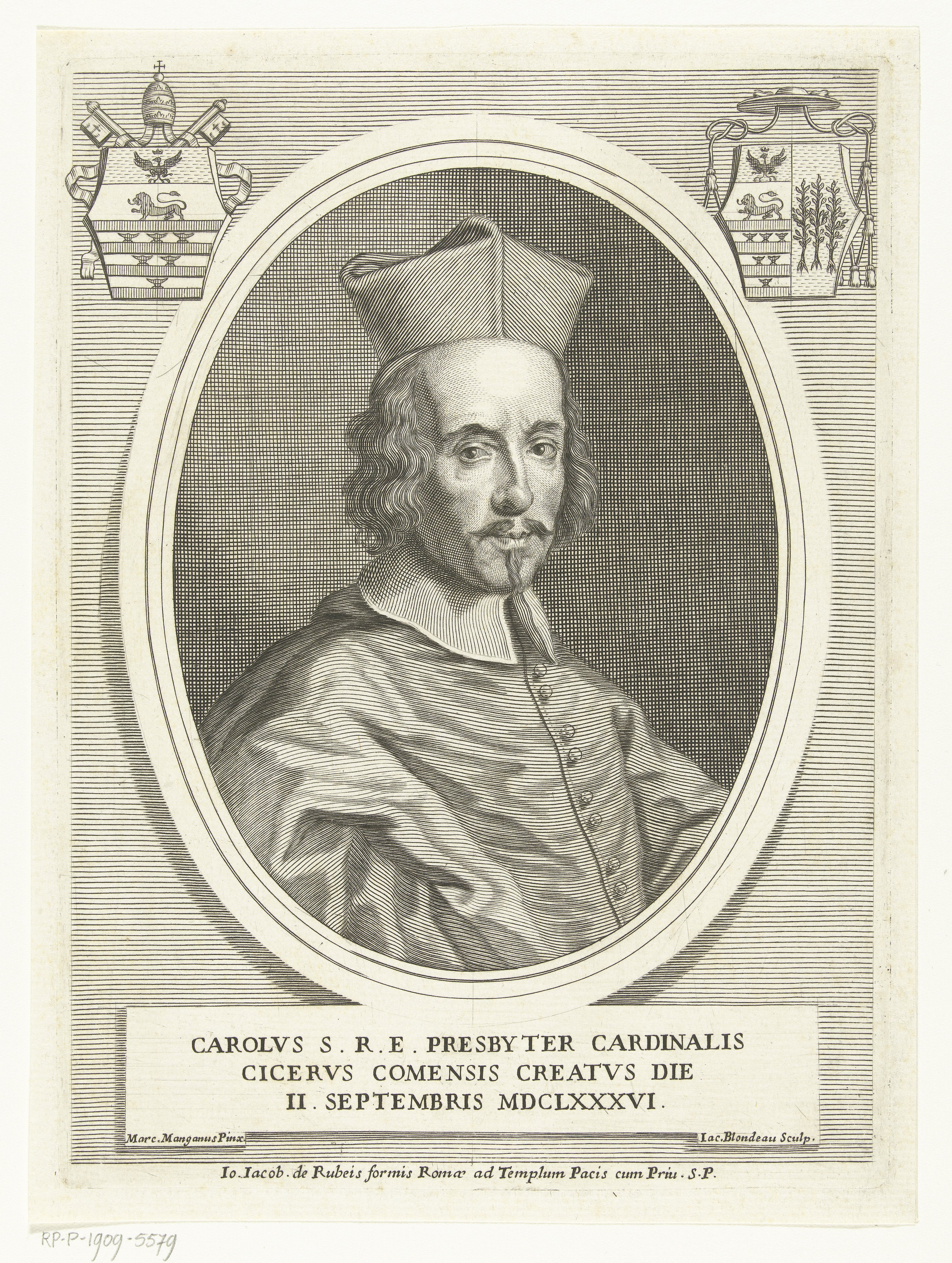
Kardinal Carlo Stefano Anastasio Ciceri, 2. September 1686

Carlo Ciceri (* 26. Dezember 1618 in Como; † 24. Juni 1694 ebenda) war ein Bischof und Kardinal der römisch-katholischen Kirche.

## Leben
Carlo Ciceri war der Sohn von Vincenzo aus Como. Er absolvierte ein Jurastudium an der Universität Bologna in utroque iure und wurde später Vizepräses mehrerer Städte im Kirchenstaat, einschließlich Spoleto und Ferrara, im Auftrag von Papst Innozenz X., bis er als Referendario der Sacra Consulta an das Oberste Tribunal der Apostolischen Signatur gelangte. Am 22. September 1659 wurde er zum Bischof des Bistums Alessandria ernannt, wurde am 13. Mai 1680 auf den Bischofssitz der Bistums Como versetzt.
Papst Innozenz XI., mit dem er verwandt war, erhob ihn im Konsistorium vom 2. September 1686 in den Rang eines Kardinals mit dem Sankt Augustinus Kardinalstitel. Von demselben Papst erhielt er die Erlaubnis, sein eigenes Wappen mit dem päpstlichen Wappen zu schmücken. Er nahm am Konklave von 1689 teil, bei dem Papst Alexander VIII. gewählt wurde, und an dem von 1691, bei dem Papst Innozenz XII. gewählt wurde.
Nach seinem Tod wurde er in der Kathedrale von Como beigesetzt.